# Ununennium
Ununenij, znan tudi kot eka-francij ali element 119, je hipotetični kemični element s simbolom Uue in vrstnim številom 119. Ununenij in Uue sta začasni sistematični IUPAC imeni, ki se uporabljata, dokler elementa ne bodo odkrili, potrdili in mu določili stalno ime. V periodnem sistemu elementov naj bi bil to element bloka s, alkalijska kovina in prvi element v osmi periodi. Je najlažji element, ki še ni sintetiziran.